# Ode for the Birthday of Queen Anne

Ode for the Birthday of Queen Anne (en français, Ode pour l'anniversaire de la reine Anne) (HWV 74) est une cantate profane composée par Georg Friedrich Haendel sur un livret d'Ambrose Philips. Elle a certainement été composée en janvier 1713 pour être jouée le 6 février 1713 (représentation qui n'eut pas lieu). Les autres catalogues des œuvres de Haendel donnent pour référence pour cette pièce : HG (en) xlviA et HHA i/6.

## Présentation

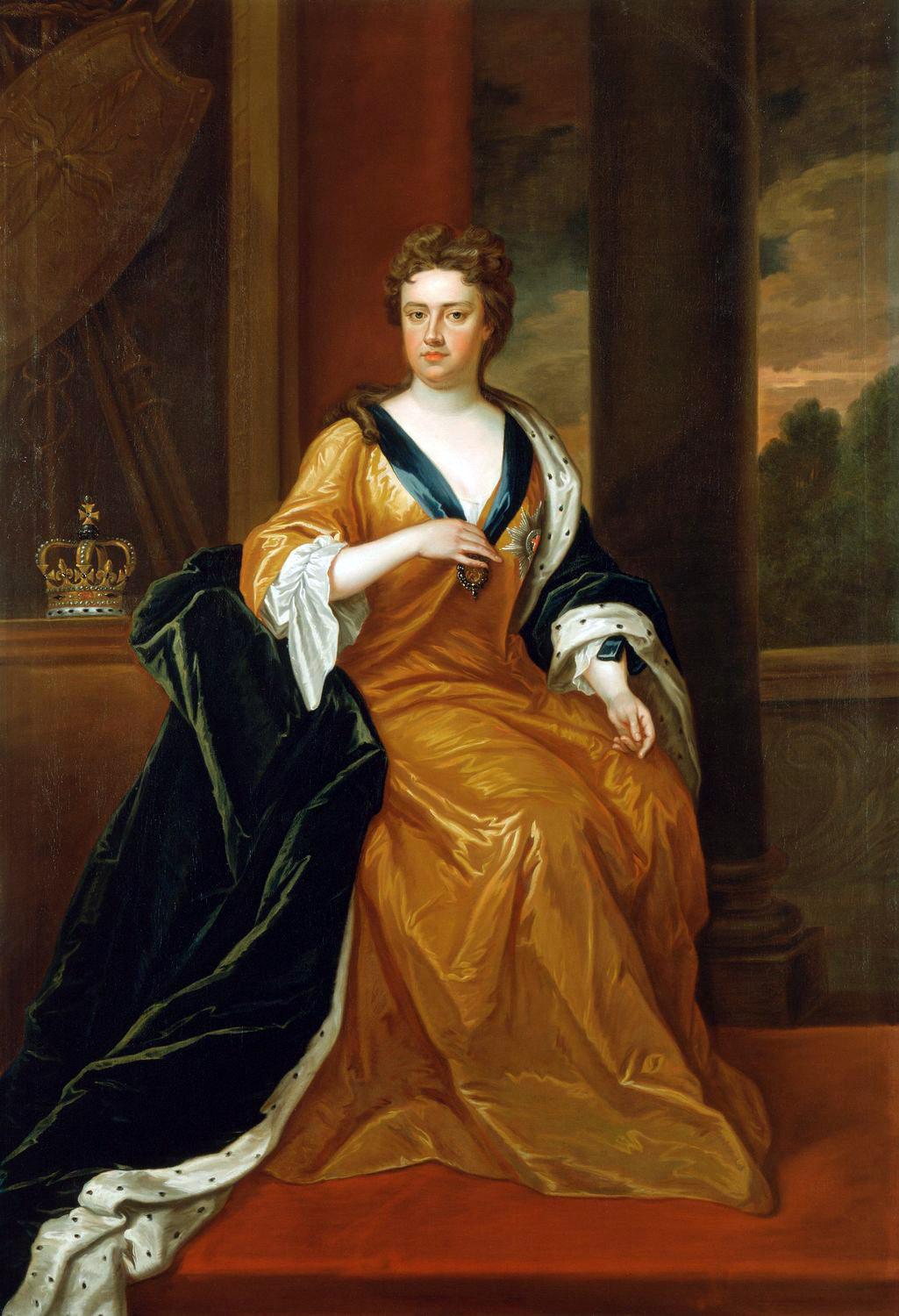
Portrait de la reine Anne par Charles Jervas

Cette cantate célèbre l'anniversaire de la reine Anne et le traité d'Utrecht qui met fin à la guerre de Succession d'Espagne.
Selon le Duc de Manchester, la reine Anne était "trop indifférente et trop occupée pour écouter son propre orchestre, et il ne lui serait pas venu à l'idée d'écouter ou de payer de nouveaux musiciens, quel que fût leur génie ou leur talent". Cependant, et qu'elle ait, ou non, entendu cette ode composée pour son anniversaire, elle octroya à Haendel une pension viagère annuelle de 200 livres sterling qu'il continua à percevoir pendant le reste de sa vie.

## Structure
|          | texte anglais | en français |
| -------- | --- | --- |
| verset I | Eternal source of light divine With double warmth thy beams display And with distinguish'd glory shine Too add a lustre to this day. | Source éternelle de lumière divine Avec une double chaleur, tes rayons se déploient Et brillent d'une gloire distinguée Pour donner de l'éclat à ce jour. |

|         | texte anglais                                                          | refrain en français                                                       |
| ------- | ---------------------------------------------------------------------- | ------------------------------------------------------------------------- |
| refrain | The day that gave great Anna birth Who fix'd a lasting peace on Earth. | Le jour où naquit la grande Anne qui instaura une paix durable sur terre. |

## Exécution particulière
- Le texte et la mélodie demeurent si convenables en faveur de la célébration royale britannique que l'œuvre Eternal Source of Light Divine fut chantée au début du mariage du prince Harry et de Meghan Markle, le 19 mai 2018 : [vidéo] « Disponible », sur YouTube (avec partition, par la même chanteuse [vidéo] « Disponible », sur YouTube)